# Eleição federal na Alemanha em novembro de 1933
As eleições federais na Alemanha em Novembro de 1933 foram as primeiras a realizar-se desde que o Partido Nazi (NSDAP) alcançou o poder absoluto com a promulgação da Lei de Plenos Poderes em Março. Todos os partidos da oposição já tinham sido banidos por esta altura, e aos eleitores foi apresentada uma lista contendo o NSDAP e 22 organizações "convidadas". Estes "convidados", que incluíam Alfred Hugenberg, apoiavam o regime de Adolf Hitler em todos os eventos.
Esta eleição marcou o tom para todas as eleições e referendos seguintes durante o regime Nazi. Os resultados oficiais deram 92% dos votos à lista Nazi, num total de 96%. A votação foi realizada em circunstâncias pouco secretas; muitos eleitores temiam que alguém que votasse "não" seria detectado e punido por isso. Em algumas comunidades, os eleitores foram ameaçados com represálias se tivessem a coragem para votar "não", ou mesmo se não fossem votar. Ainda assim, 3,3 milhões de eleitores deixaram votos "inválidos". Estas eleições tiveram lugar no mesmo dia do referendo sobre a decisão de Hitler de retirar a Alemanha da Liga das Nações, o qual teve um resultado favorável com valores semelhantes. O novo Reichstag, exclusivamente composto por membros e simpatizantes do NSDAP, reuniram-se a 12 de Dezembro para eleger um Presidium encabeçado pelo Presidente do Reichstag Hermann Göring.

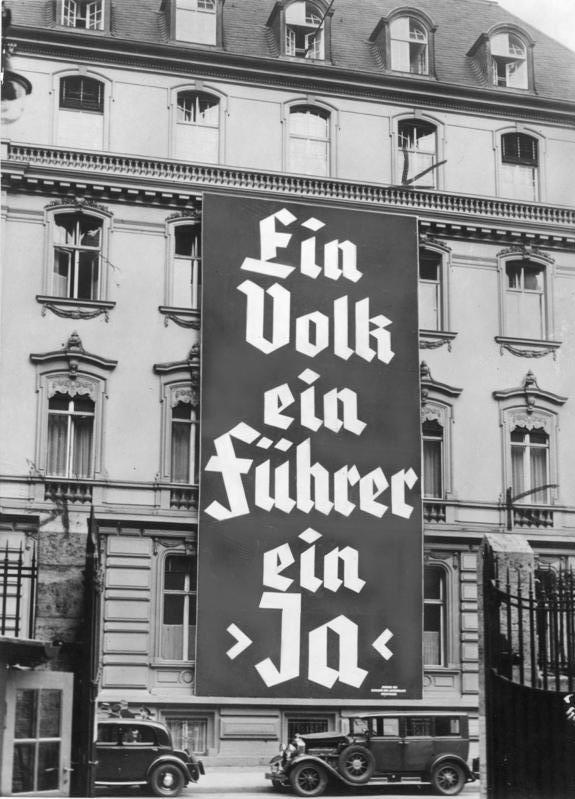
Cartaz eleitoral com o slogan Um Povo, Um líder, Um "Sim".

## Resultados
| Partido                                               | Votos      | %     | Lugares |
| ----------------------------------------------------- | ---------- | ----- | ------- |
| Partido Nacional Socialista dos Trabalhadores Alemães | 39 655 224 | 92,11 | 661     |
| Contra                                                | 3 398 249  | 7,89  | –       |
| Votos inválidos/brancos                               | 3 398 249  | 7,89  | –       |
| Total                                                 | 43 053 473 | 100   | 661     |
| Registered voters/turnout                             | 45 178 701 | 95,30 | –       |
| Fonte: Nohlen & Stöver                                |            |       |         |